# Riboflavina
La riboflavina (o vitamina B2) è una molecola, classificata come una delle vitamine del gruppo B. Fa parte del gruppo funzionale dei cofattori FAD e FMN e di conseguenza è necessaria per numerose reazioni catalizzate da flavoproteine, incluse le reazioni di attivazione di altre vitamine. La riboflavina e il suo 5'-fosfato sono additivi alimentari censiti dall'Unione europea e identificati rispettivamente dalle sigle E101 e E101a.

## Storia
La riboflavina venne isolata per la prima volta nel 1927 per opera di Paul Gyorgy. Successivamente si vide anche che il latte presenta elevate concentrazioni di tale sostanza che, per tale motivo, all'inizio venne denominata lattoflavina. In un primo tempo era stata denominata vitamina G.
Il chiarimento della sua struttura chimica e la constatazione della presenza di una molecola di ribitolo fece sì che il nome della vitamina venne cambiato in quello di riboflavina. Nel 1935 avvenne la sintesi di tale composto per opera di Richard Kuhn.

## Caratteristiche
La riboflavina è un composto eterociclico ottenuto da una molecola di flavina cui è legata una catena formata da ribitolo. È un composto di colore giallo poco solubile in acqua, stabile al calore (la cottura ne determina l'inattivazione di solo il 10-20% del quantitativo totale) e fluorescente qualora sottoposto a luce ultravioletta.
Se colpito dalla luce, si determina una reazione di fotolisi che produce il distacco di un radicale ribitolo e conseguente perdita dell'azione vitaminica.
La riboflavina si trova negli alimenti principalmente come forma fosforilata. Essa, per essere assorbita, viene defosforilata da specifiche fosfatasi che si trovano nell'intestino tenue. Successivamente la vitamina viene assorbita tramite un sistema di trasporto facilitato.
La riboflavina viene trasportata nel sangue legata ad alcune proteine plasmatiche, soprattutto albumina e altre globuline quali IgA, IgG e IgM. Dal sangue essa raggiunge il fegato e altri tessuti dove viene successivamente trasformata in flavin-mononucleotide (FMN) e flavin-adenin-dinucleotide (FAD), le due forme coenzimatiche.
Circa il 12% della vitamina assunta con la dieta viene eliminata con le urine sotto forma di riboflavina.
La conversione della riboflavine nelle due forme coenzimatiche avviene attraverso reazioni di fosforilazioni:
- FMN si ottiene per fosforilazione di una molecola di riboflavina: riboflavina + ATP -> FMN + ADP,
- FAD si ottiene per adenilazione di una molecola di FMN: FMN + ATP -> FAD + Pi-Pi (pirofosfato).

Le due forme coenzimatiche sono componenti essenziali degli enzimi flavinici, funzionando da gruppi prostetici. Essi intervengono in varie reazioni di ossidoriduzione del metabolismo dei carboidrati, proteine e lipidi tra cui: decarbossilazione ossidativa del piruvato, ossidazione di acidi grassi e aminoacidi, trasporto degli elettroni durante la fosforilazione ossidativa.

Struttura della riboflavina
Struttura del flavin mononucleotide (FMN)
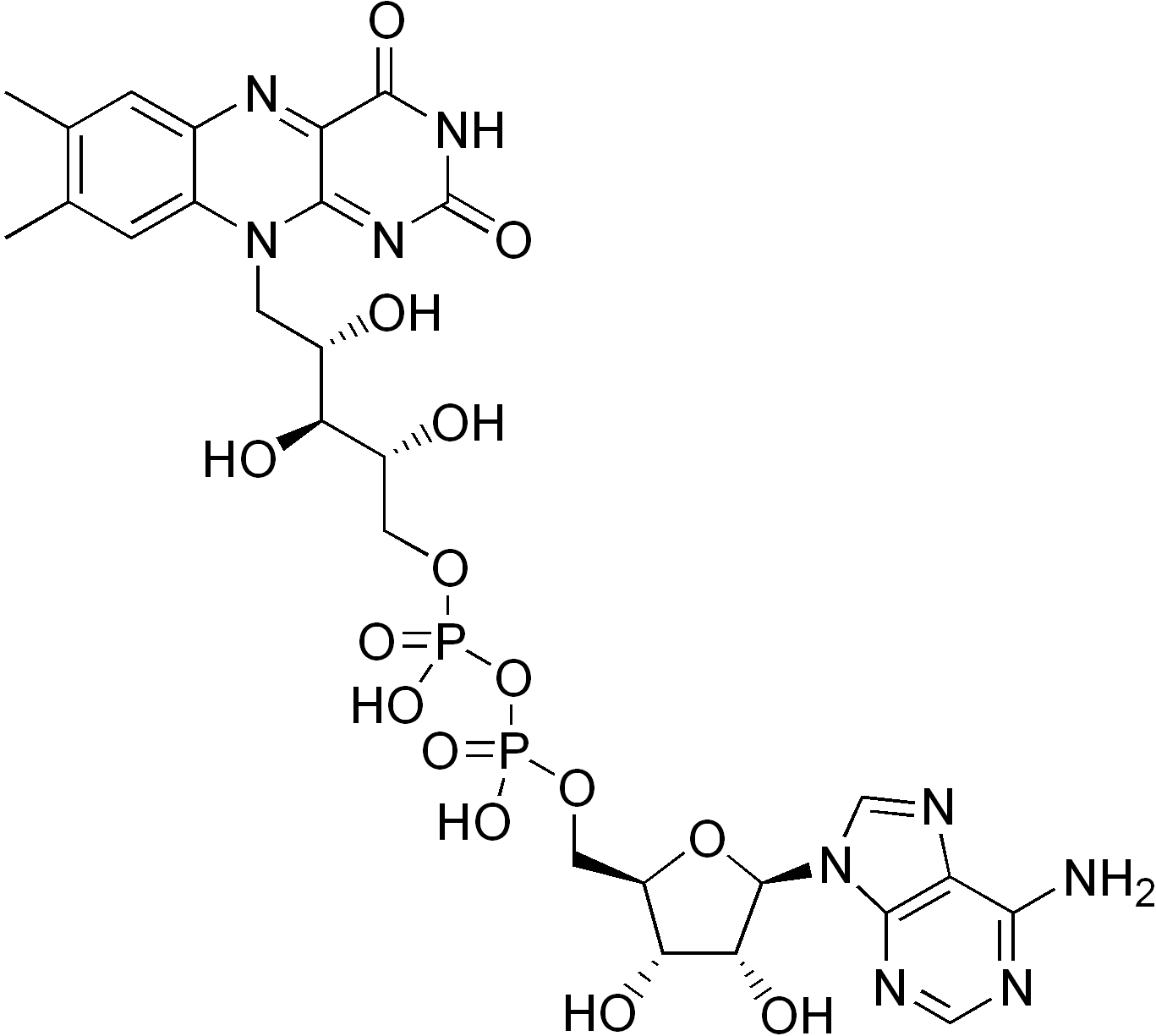
Struttura del flavin adenina dinucleotide (FAD)

## Fonti alimentari

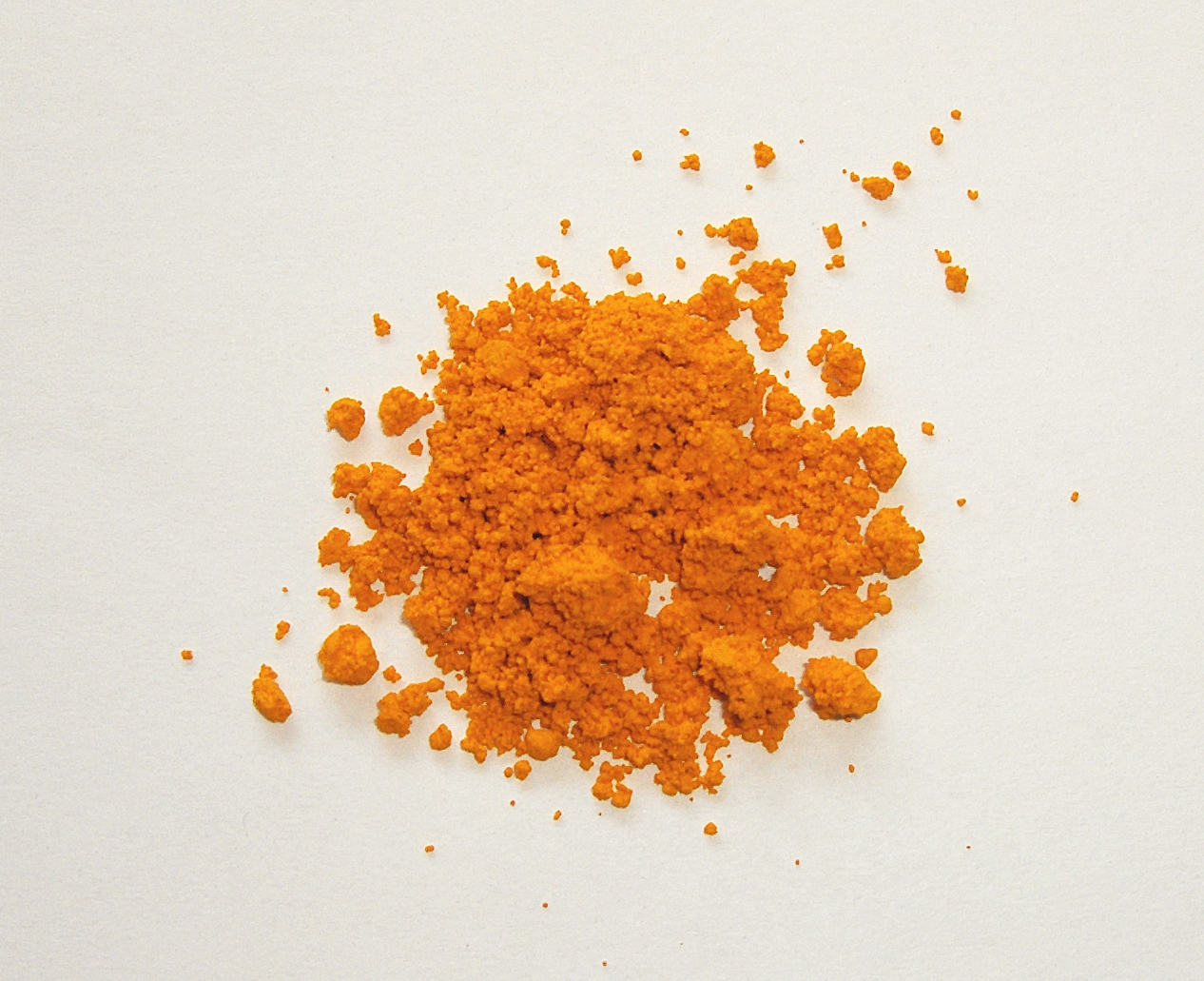
Riboflavina

La riboflavina, in natura, è abbondantemente presente. Si trova nelle verdure, nel lievito e soprattutto nel latte, nel fegato, nel cuore, nel rene e nell'albume dell'uovo. Nelle verdure il contenuto della vitamina è presente soprattutto nelle parti a crescita attiva e diminuisce allorché la pianta smette di crescere. Anche nel latte la quantità di riboflavina può essere variabile a seconda del tipo di alimentazione degli animali produttori. Nei tessuti dei mammiferi la vitamina è presente nella forma coenzimatica.

## Carenza
La riboflavina è coinvolta in moltissime reazioni metaboliche che possono riguardare anche altre vitamine. Ciò significa che uno stato carenziale di riboflavina può portare a uno stato pluricarenziale di altre vitamine.
In corso di carenza di riboflavina si rilevano tra l'altro: alterazioni mitocondriali, inibizione della conversione della vitamina B6 nelle sue forme coenzimatiche, aumento della perossidazione lipidica, anemia da carenza di ferro, aumento della sintesi di glutatione e conseguente diminuzione degli aminoacidi coinvolti in questo processo.
A livello macroscopico si rileva arresto della crescita e comparsa di una sindrome simile alla pellagra caratterizzata da lesioni delle mucose e dell'epitelio dell'occhio (vascolarizzazione bilaterale della cornea, congiuntivite e opacità), dell'apparato gastrointestinale e delle zone di passaggio tra cute e mucose (caratteristica è la stomatite angolare).
Si ha dolore e/o bruciore alle labbra, alla lingua o alla bocca e difficoltà a deglutire e masticare, pallore, formazione di screpolature e ragadi dolorose, dermatite seborroica. Si può anche avere lacrimazione, bruciore e prurito oculari e diminuzione dell'acutezza visiva.
Si può valutare il contenuto di riboflavina dell'organismo misurando l'effetto sulla glutatione reduttasi eritrocitaria della riattivazione con FAD, la forma attiva della riboflavina.

## Livelli di assunzione e tossicità
La riboflavina è importante nel metabolismo energetico per cui il fabbisogno giornaliero viene calcolato in base alle calorie che vengono introdotte. Attualmente si consiglia un introito giornaliero di 0,6 mg/1 000 kcal. Una piccola quantità di riboflavina viene fornita dalla flora intestinale.
Poiché il sistema di assorbimento della riboflavina è saturabile (sembra che non superi i 25 mg) e visto che pare esistere un limite massimo di accumulo di tale vitamina nell'organismo, non ne sono noti effetti tossici da assunzione eccessiva anche per lunghi periodi.